# Usine chrétienne de Rustrel
L' usine chrétienne de Rustrel est créée en 1840 à Rustrel, dans le Vaucluse. Elle s'inspire de l'expérience de l'usine au lieu-dit du Val des Bois, lieu-dit à proximité de Lyon. 
Elle a été conçue par Léon Harmel, lui-même entrepreneur, comme un laboratoire social dans la ligne du socialisme utopique bien qu'elle combatte formellement cette idéologie au nom des valeurs catholiques. Cette expérience obtient très vite le soutien de Pauline Jaricot.

## Origine du Projet

### Les mutations économiques de la première révolution industrielle
Elle répond en ce milieu de la période dite de monarchie de Juillet (1830-1848) aux difficultés d’intégration tant économique que sociale de la main-d’œuvre venue des Ardennes dans les usines lyonnaises. La recherche de personnel à bas-coût, docile et bien formé, ainsi que la relative rareté de la main-d’œuvre sur place poussent les industriels de la soie à aller chercher toujours plus loin de la main-d’œuvre. Les ouvriers s'entassent dans des logements insalubres en périphérie des villes qui forment des bidonvilles.

### Le moraliste
Léon Hamel est un moraliste qui arrive aux mêmes conclusions répressibles sur la situation sociale en Champagne que l'anthropologue Frédéric Le Play. C'est une région agricole en pleine mutation avec de une population venue du nord-est de la France qui vagabonde et représente un danger pour l'ordre public. La grande peur de Léon Hamel est que cette situation se propage à Lyon et à ses alentours. C'est pourquoi il décide de créer une entreprise d'inspiration catholique autogérée par l'entrepreneur et les ouvriers.

## L'idéologie autour du projet

### Entre émancipation et contrôle social
L'usine textile n'est pas considérée uniquement comme un lieu de production mais aussi comme une communauté humaine, en tant que lieu de vie et d’épanouissement personnel. Ceci est novateur pour l'époque. Elle comprend, outre l'entreprise, une bibliothèque, une école et une caisse de secours qui servent non seulement à améliorer le sort des ouvriers mais aussi à les contrôler.

### Une œuvre évangélisation
Le catholicisme ultramontain imprègne profondément et insidieusement l'entreprise, le crucifix règne dans les ateliers, les aumôniers font des sermons moraux. Les enfants et adolescents sont accompagnés par des aumôniers souvent issus de la tradition franciscaine. Les franciscains sont spécialistes de l'apostolat auprès de populations défavorisées. Au XIXe siècle les frères mineurs, autre nom des franciscains, acquièrent une grande popularité en raison de leur caractère social et de leur simplicité de vie. Léon Hamel fut oblat franciscain.

## Le fonctionnement interne de l'usine chrétienne

### L'esprit de l'entreprise
En 1874, le congrès du christianisme social se penche sur l'usine chrétienne de Léon Hamel et en loue l'existence. Son mensuel, la question ouvrière, en fait l’écho. Les voix les plus idylliques en font un retour idéalisé au Moyen Âge. L'embauche est très sélective. En plus d'une bonne moralité , il faut être catholique tant pour les ouvriers que pour les employés.

### L'organigramme
L'entreprise se veut familiale, en effet une famille d'ouvriers ou d'employés doit être entièrement dévouée à l'entreprise. Pour cela ils doivent travailler entièrement pour l'entreprise. Cette notion, abandonnée pendant les Trente Glorieuses, revient de nos jours. Il y a donc dans les statuts du contrat salarié une clause d'exclusivité. L'employeur est, dans la philosophie du travail chrétien social, un père pour ses salariés qui sont ainsi considérés comme ses enfants. Il peut non seulement les réprimander mais également les récompenser. Il est même conseillé, selon les textes, qu'ils évitent de se livrer à toute sorte de turpitude comme les jeux ou l’alcool, et aux dons en nature plutôt qu'en numéraire.

## Note et référence
1. ↑  Gabriel Mas, Le cardinal de Bonald et la question du travail (1840-1870), CyberDocs, 2007 (lire en ligne), partie III, chap. 13 (« Des projets pour une plus grande justice sociale et une Église plus proche du monde ouvrier »)
2. 1 2  Daniel Murat, « L’Œuvre des ouvriers. Lettre de Pauline Jaricot (décembre 1848) », Clio. Femmes, Genre, Histoire, no 15,‎ 1er avril 2002, p. 190–197 (ISSN 1252-7017, DOI 10.4000/clio.96, lire en ligne, consulté le 18 août 2020).
3. ↑  Annie Kriegel, « Léon Harmel et l'Usine chrétienne du Val des Bois », Centre d'Histoire du catholicisme de Lyon,‎ 1974, p. 28-29 (lire en ligne).
4. 1 2 3 4 5 6  Organisation chrétienne de l'usine par un industriel : rapports présentés au congrès de Nantes et de Lyon, 1873-1874 / Union des œuvres ouvrières catholiques, 1874 (lire en ligne).
5. 1 2  Organisation chrétienne de l'usine par un industriel : rapports présentés au congrès de Nantes et de Lyon, 1873-1874 / Union des oeuvres ouvrières catholiques, 1874 (lire en ligne).
6. ↑  Romain Rancière, « « Homo economicus » et renouveau du paternalisme », sur Libération.fr, 1er octobre 2012 (consulté le 18 août 2020).
7. ↑  Henri Jorda, « Du paternalisme au manégialisme : les entreprises en quête de responsabilité sociale », sur cairn.info, janvier 2009 (consulté le 20 août 2020).
8. ↑  « C'est quoi Paternalisme ? Une définition simple du mot Paternalisme. », sur dicocitations.lemonde.fr (consulté le 18 août 2020).